# Среднеегорлыкское сельское поселение
Среднеегорлы́кское сельское поселение — муниципальное образование в составе Целинского района Ростовской области.
Административный центр поселения — село Средний Егорлык.

## Административное устройство
В состав Среднеегорлыкского сельского поселения входят:
- село Средний Егорлык;
- хутор Дачный;
- хутор Новодонской;
- хутор Чичерин.

## Население
| 2010  | 2012  | 2013  | 2014  | 2015  | 2016  | 2017  |
| ----- | ----- | ----- | ----- | ----- | ----- | ----- |
| 2438  | ↘2361 | ↘2289 | ↘2246 | ↘2208 | ↘2174 | ↘2143 |
| 2018  | 2019  | 2020  | 2021  |       |       |       |
| ↘2101 | ↘2066 | ↘2028 | ↘2027 |       |       |       |